# Grézet-Cavagnan
Grézet-Cavagnan est une commune du Sud-Ouest de la France, située dans le département de Lot-et-Garonne, en région Nouvelle-Aquitaine.

## Géographie

### Localisation
Commune située à proximité de l'axe routier Casteljaloux-Marmande connectant les Landes de Gascogne avec les landes de Lot-et-Garonne.

### Communes limitrophes
Grézet-Cavagnan est limitrophe de six autres communes.
Les communes limitrophes sont  Argenton, Bouglon, Labastide-Castel-Amouroux, Poussignac, Sainte-Gemme-Martaillac et Sainte-Marthe.
| Bouglon    | Sainte-Marthe             |                         |
| Argenton   | Grézet-Cavagnan           | Sainte-Gemme-Martaillac |
| Poussignac | Labastide-Castel-Amouroux |                         |

### Climat
Pour des articles plus généraux, voir Climat de la Nouvelle-Aquitaine et Climat de Lot-et-Garonne.
Historiquement, la commune est exposée à un climat océanique aquitain.  
En 2020, Météo-France publie une typologie des climats de la France métropolitaine dans laquelle la commune est exposée à un climat océanique et est dans la région climatique Aquitaine, Gascogne, caractérisée par une pluviométrie abondante au printemps, modérée en automne, un faible ensoleillement au printemps, un été chaud (19,5 °C), des vents faibles, des brouillards fréquents en automne et en hiver et des orages fréquents en été (15 à 20 jours).
Pour la période 1971-2000, la température annuelle moyenne est de 12,9 °C, avec une amplitude thermique annuelle de 15,3 °C. Le cumul annuel moyen de précipitations est de 791 mm, avec 11 jours de précipitations en janvier et 6,5 jours en juillet. Pour la période 1991-2020, la température moyenne annuelle observée sur la station météorologique la plus proche, située sur la commune de Saint-Martin-Curton à 11 km à vol d'oiseau, est de 13,7 °C et le cumul annuel moyen de précipitations est de 867,2 mm,. Pour l'avenir, les paramètres climatiques de la commune estimés pour 2050 selon différents scénarios d’émission de gaz à effet de serre sont consultables sur un site dédié publié par Météo-France en novembre 2022.

## Urbanisme

### Typologie
Au 1er janvier 2024, Grézet-Cavagnan est catégorisée commune rurale à habitat très dispersé, selon la nouvelle grille communale de densité à sept niveaux définie par l'Insee en 2022.
Elle est située hors unité urbaine. Par ailleurs la commune fait partie de l'aire d'attraction de Marmande, dont elle est une commune de la couronne,. Cette aire, qui regroupe 48 communes, est catégorisée dans les aires de 50 000 à moins de 200 000 habitants,.

### Occupation des sols

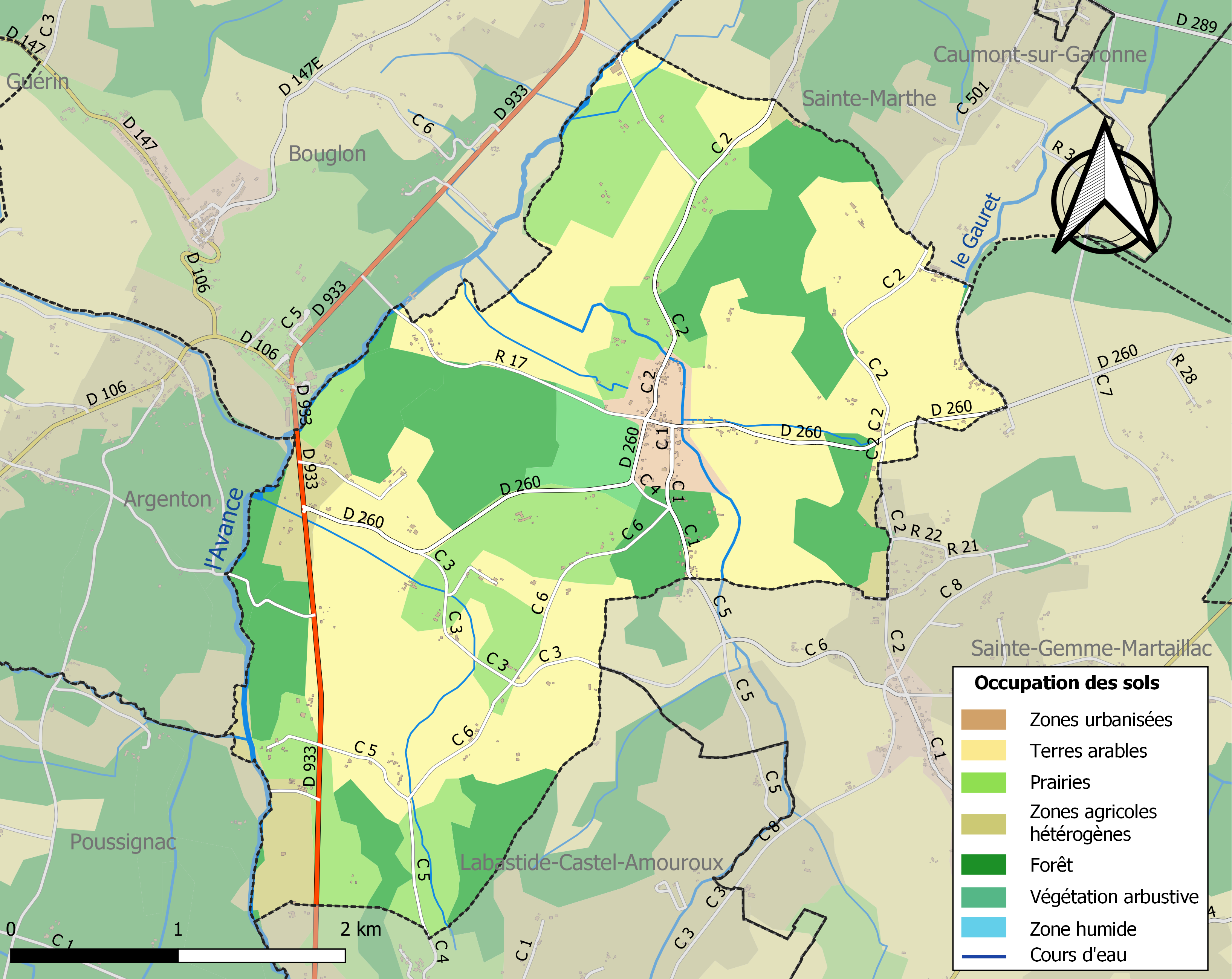
Carte des infrastructures et de l'occupation des sols de la commune en 2018 (CLC).

L'occupation des sols de la commune, telle qu'elle ressort de la base de données européenne d’occupation biophysique des sols Corine Land Cover (CLC), est marquée par l'importance des territoires agricoles (70,7 % en 2018), en diminution par rapport à 1990 (73,2 %). La répartition détaillée en 2018 est la suivante : 
terres arables (45 %), forêts (24,5 %), prairies (20,9 %), zones agricoles hétérogènes (4,9 %), zones urbanisées (2,6 %), milieux à végétation arbustive et/ou herbacée (2,3 %). L'évolution de l’occupation des sols de la commune et de ses infrastructures peut être observée sur les différentes représentations cartographiques du territoire : la carte de Cassini (XVIIIe siècle), la carte d'état-major (1820-1866) et les cartes ou photos aériennes de l'IGN pour la période actuelle (1950 à aujourd'hui).

### Risques majeurs
Le territoire de la commune de Grézet-Cavagnan est vulnérable à différents aléas naturels : météorologiques (tempête, orage, neige, grand froid, canicule ou sécheresse), inondations et séisme (sismicité très faible). Il est également exposé à un risque technologique, le transport de matières dangereuses. Un site publié par le BRGM permet d'évaluer simplement et rapidement les risques d'un bien localisé soit par son adresse soit par le numéro de sa parcelle.

#### Risques naturels
Certaines parties du territoire communal sont susceptibles d’être affectées par le risque d’inondation par une crue à  débordement lent de cours d'eau, notamment l'Avance et le Gauret. La commune a été reconnue en état de catastrophe naturelle au titre des dommages causés par les inondations et coulées de boue survenues en 1982, 1983, 1999, 2009 et 2018,.

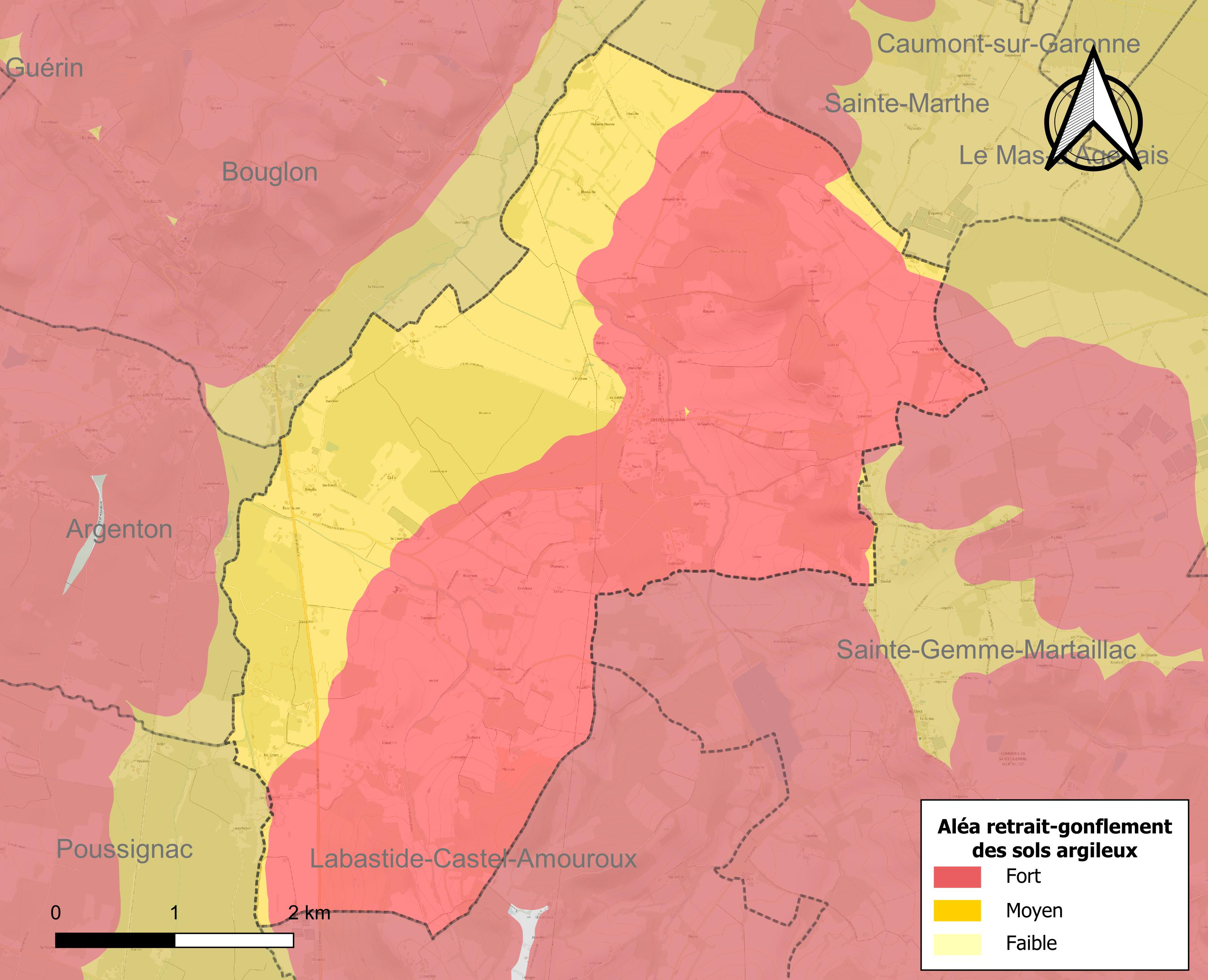
Carte des zones d'aléa retrait-gonflement des sols argileux de Grézet-Cavagnan.

Le retrait-gonflement des sols argileux est susceptible d'engendrer des dommages importants aux bâtiments en cas d’alternance de périodes de sécheresse et de pluie. La totalité de la commune est en aléa moyen ou fort (91,8 % au niveau départemental et 48,5 % au niveau national). Depuis le 1er octobre 2020, en application de la loi ELAN, différentes contraintes s'imposent aux vendeurs, maîtres d'ouvrages ou constructeurs de biens situés dans une zone classée en aléa moyen ou fort,.
Concernant les mouvements de terrains, la commune a été reconnue en état de catastrophe naturelle au titre des dommages causés par des mouvements de terrain en 1999.

## Toponymie
Le nom de Grézet proviendrait du mot occitan greso qui désigne une « friche ».

Le nom de Cavagnac proviendrait du patronyme gallo-romain Cavannus augmenté du suffixe locatif -ac(um).
En occitan, la graphie du nom de la commune est identique.

## Histoire
La commune actuelle est le fruit de la fusion, en 1840, des communes de Grézet et de Cavagnan respectivement peuplées, au recensement de 1836 précédent cette réunion, de 308 habitants pour la première et de 356 habitants pour la seconde.

## Politique et administration
| Période                                  | Période   | Identité            | Étiquette | Qualité                                                     |
| ---------------------------------------- | --------- | ------------------- | --------- | ----------------------------------------------------------- |
| Les données manquantes sont à compléter. |           |                     |           |                                                             |
| mars 1989                                | 2008      | Jean-Louis Arpoulet |           | Retraité agricole                                           |
| Mars 2008                                | Mars 2020 | Georges Rodier      | SE        | Retraité Défense nationale                                  |
| Mars 2020                                | En cours  | Aymeric Dupuy       | SE        | Professeur des écoles, conseiller départemental depuis 2021 |

## Démographie
Les habitants sont appelés les Grézetois.
| 1793 | 1800 | 1806 | 1821 | 1831 | 1836 | 1841 | 1846 | 1851 |
| ---- | ---- | ---- | ---- | ---- | ---- | ---- | ---- | ---- |
| 102  | 258  | 245  | 268  | 331  | 308  | 623  | 606  | 582  |

| 1856 | 1861 | 1866 | 1872 | 1876 | 1881 | 1886 | 1891 | 1896 |
| ---- | ---- | ---- | ---- | ---- | ---- | ---- | ---- | ---- |
| 564  | 574  | 602  | 571  | 543  | 524  | 499  | 478  | 480  |

| 1901 | 1906 | 1911 | 1921 | 1926 | 1931 | 1936 | 1946 | 1954 |
| ---- | ---- | ---- | ---- | ---- | ---- | ---- | ---- | ---- |
| 451  | 489  | 453  | 366  | 377  | 442  | 372  | 372  | 388  |

| 1962 | 1968 | 1975 | 1982 | 1990 | 1999 | 2006 | 2011 | 2016 |
| ---- | ---- | ---- | ---- | ---- | ---- | ---- | ---- | ---- |
| 390  | 344  | 314  | 294  | 296  | 256  | 329  | 351  | 380  |

| 2021 | 2022 | - | - | - | - | - | - | - |
| ---- | ---- | - | - | - | - | - | - | - |
| 401  | 403  | - | - | - | - | - | - | - |

## Culture locale et patrimoine

### Lieux et monuments
- L'église Saint-Caprais de Grézet, initialement construite au XVe siècle a été rebâtie à la fin du XIXe siècle[26].
- L'église Saint-Hilaire de Cavagnan est un édifice construit au XIIe siècle en style roman[27],[28].
- Le château de Malevirade est le résultat d'agrandissements et aménagements successifs effectués sur la base d'une tour édifiée au XIIe siècle sur commande d'Aliénor d'Aquitaine en limite de ses territoires guyennais ; son aspect actuel, dans le style versaillais et aménagement de jardins à la française après comblement des douves, date principalement du XVIIe siècle[29] ; il est partiellement inscrit au titre des monuments historiques pour le décor peint des poutres et des murs de la salle est du pavillon sud du château[30].

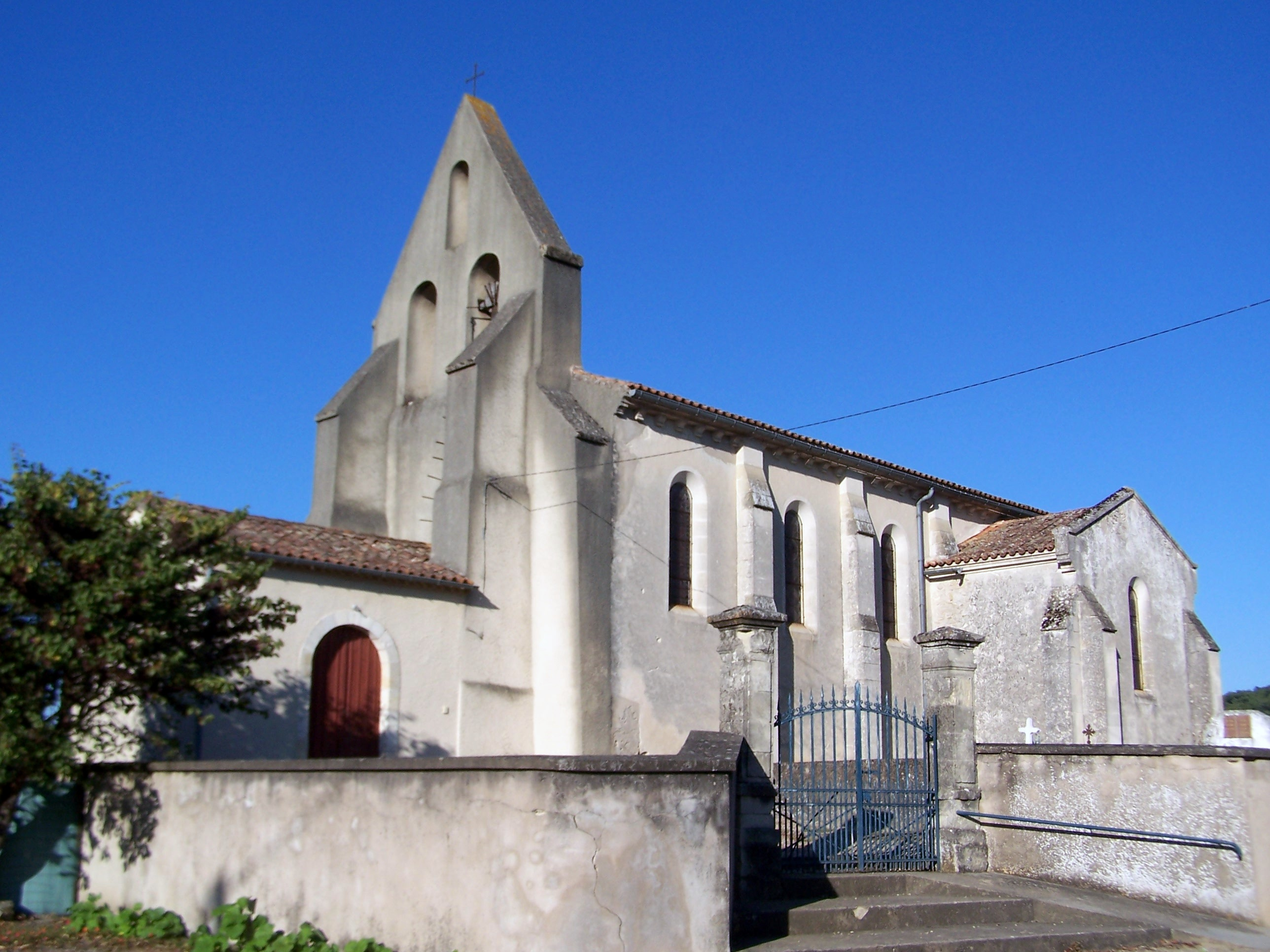
L'église Saint-Caprais de Grézet (octobre 2015).
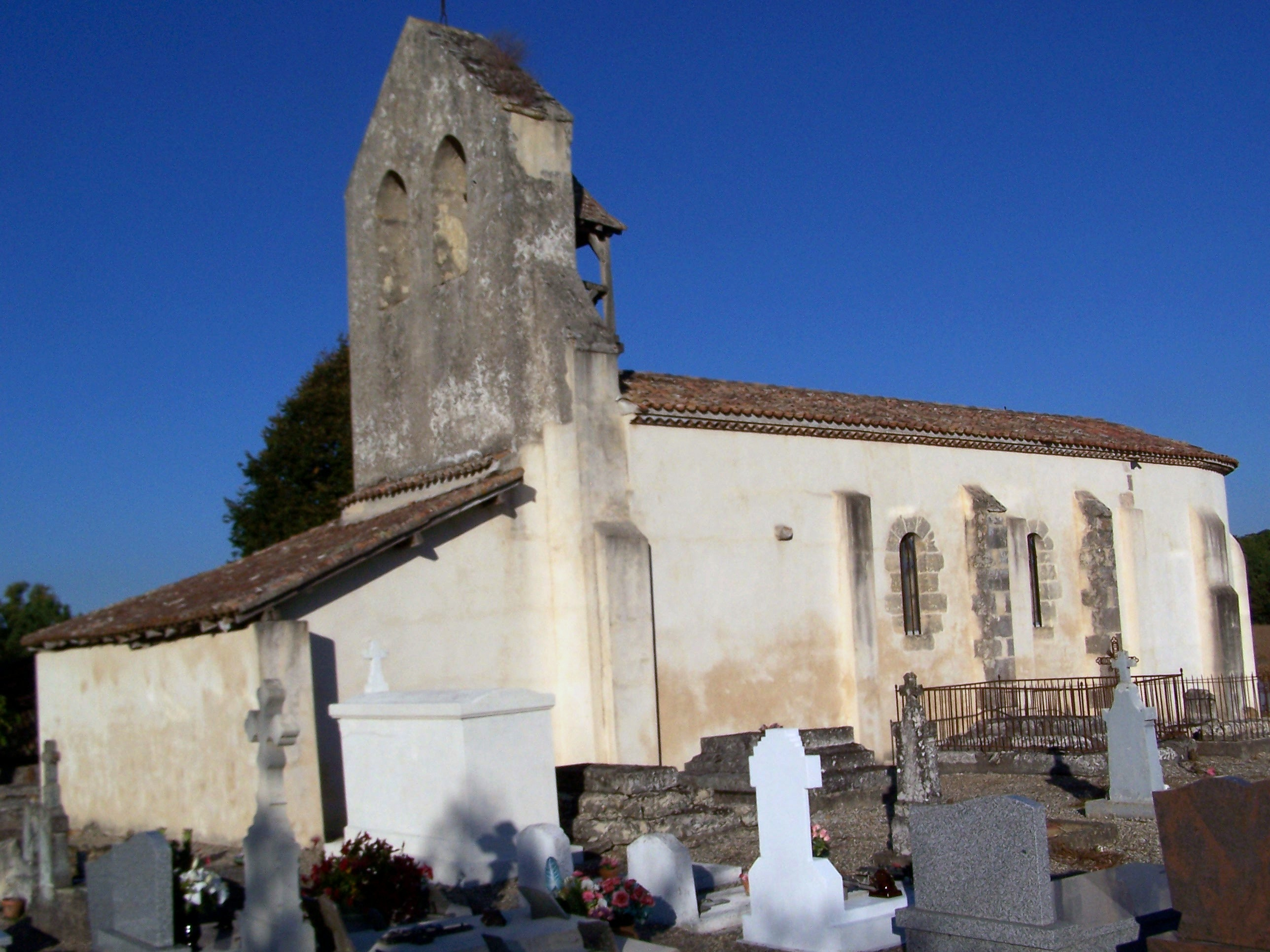
L'église Saint-Hilaire de Cavagnan (octobre 2015).
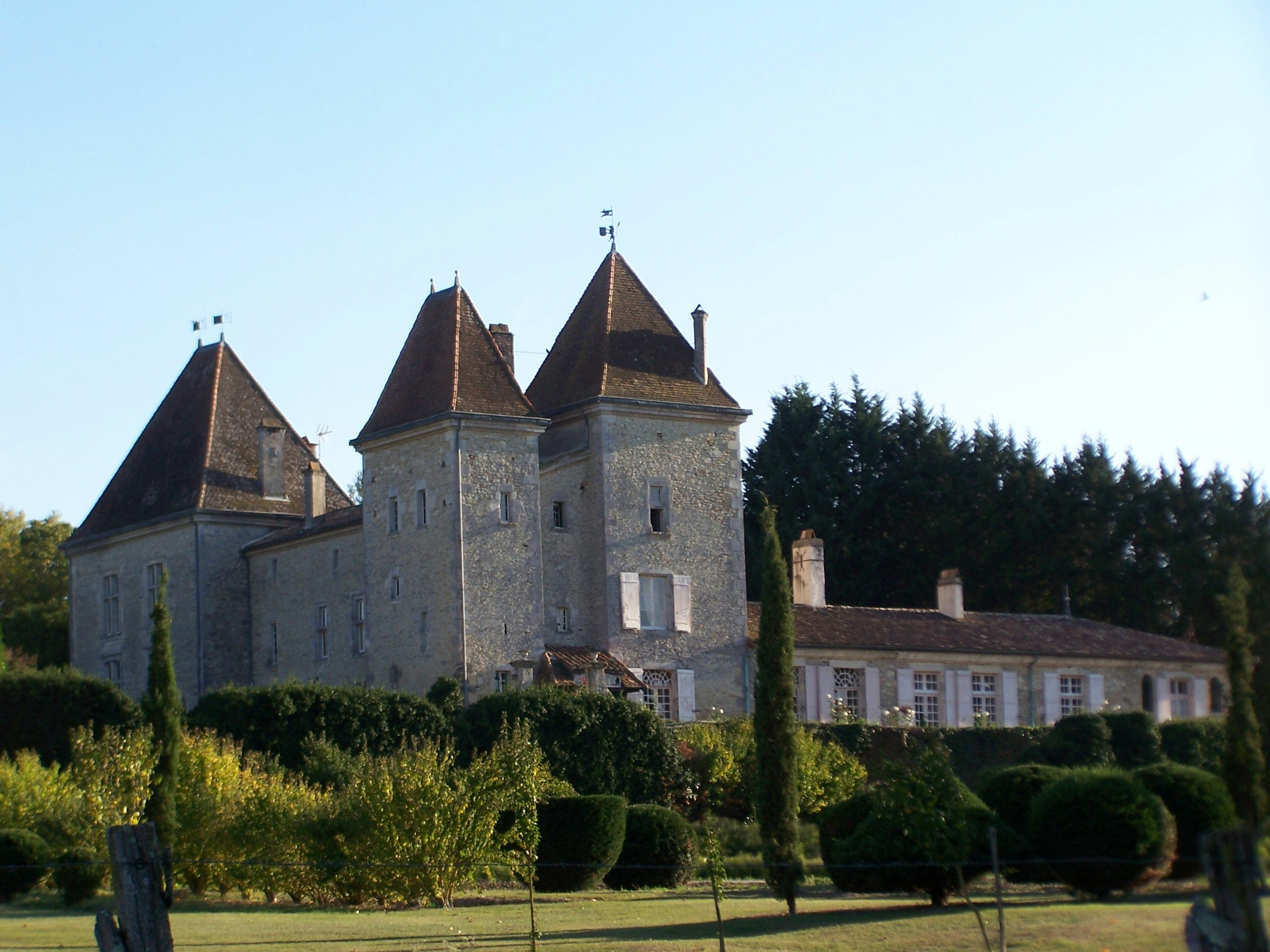
Le château de Malvirade (octobre 2015).
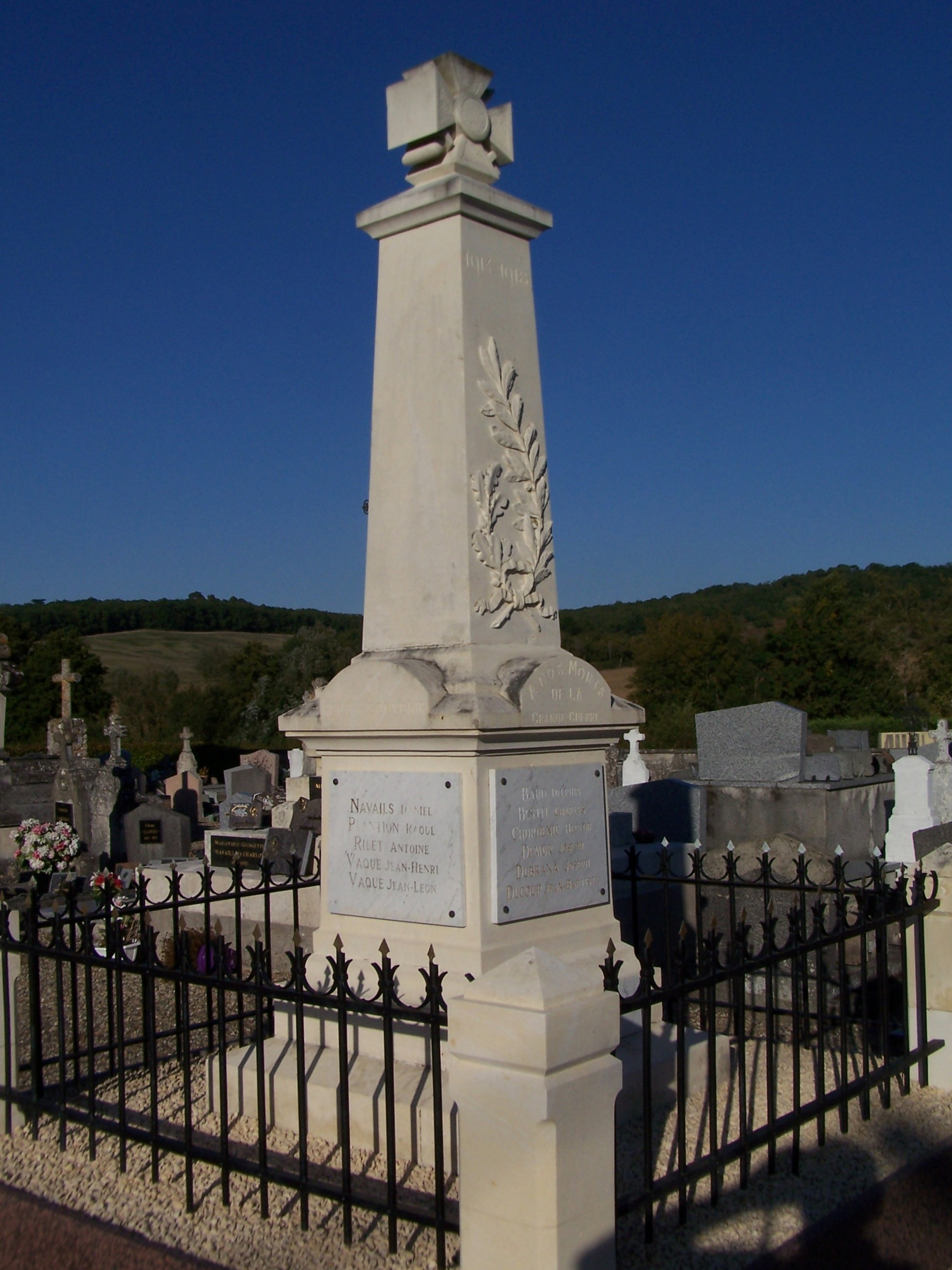
Le monument aux morts à Grézet (octobre 2015).